# Tomás Luís da Conceição
Luís da Conceição, O.A.D. (Belém, 25 de agosto de 1703 – São Tomé, outubro ou dezembro de 1744), também conhecido como Frei Tomás Luís da Conceição ou Frei Francisco Luís da Conceição, foi um frei agostiniano descalço e prelado português da Igreja Católica, que foi bispo de São Tomé e governador.

## Biografia
Era natural de Belém, filho de João Batista e de sua esposa, Vicência Pereira. Fez sua profissão solene em 22 de janeiro de 1720, recebeu a ordenação presbiteral em 4 de agosto de 1726. Era doutor em teologia pela Universidade de Évora.
Foi proposto para bispo de São Tomé em 3 de julho de 1742, sendo seu nome aprovado pelo Papa Bento XIV em consistório de 26 de novembro do mesmo ano. Recebeu a ordenação episcopal em 1743.
Antes de seguir para as Ilhas, foi o presidente do capítulo geral de sua ordem, em 1743. Fez sua entrada solene em maio de 1744, quando também se tornou o governador de São Tomé e Príncipe.
Morreu pouco tempo depois de chegar nas Ilhas, em outubro ou dezembro de 1744.